# 용인 공세리 오층석탑
용인 공세리 오층석탑(龍仁 貢稅里 五層石塔)은 대한민국 경기도 용인시 기흥구 공세리에 있는 고려시대의 오층석탑이다. 1983년 9월 19일 경기도의 문화재자료 제42호로 지정되었다.

## 개요
이름을 알 수 없는 옛 절터에 불상, 석등 하대석 등과 함께 보존되어 있는 탑으로, 1층 기단(基壇) 위에 5층의 탑신(塔身)을 올리고 있다.
기단부의 지대석은 16판의 연꽃(복련)으로 장식되었으며, 그 위로 모서리에 기둥 모양을 조각한 4장의 판돌을 사방에 세워 만들었는데, 현재 마주보는 2장이 없어졌다. 탑신부의 몸돌은 1층에 비해 2층 몸돌이 급격히 줄어들었고 그 위층은 거의 줄지 않았다. 각 층의 몸돌에는 모서리마다 기둥 모양을 새겼다. 두툼한 지붕돌은 밑면에 3단의 받침을 두었으며, 처마는 수평을 이루다가 네 귀퉁이에서 경쾌하게 위로 들려있어 날렵한 멋을 풍긴다.
기단의 맨윗돌이 탑의 전체 비례에 어울리지 않게 작은 규모로 되어 있지만, 지붕돌이 위층으로 갈수록 적절하게 줄어들어 안정감을 준다. 현재 상륜부는 남아 있지 않다. 치석수법으로 볼 때 고려시대에 세운 것으로 보인다.

## 참고 자료
- 용인공세리오층석탑 - 국가유산청 국가유산포털